# Mario Gabriel Sanmarti
Mario Gabriel Sanmarti Garcia es un compositor, productor musical, pianista y cantante argentino.

## Carrera musical
Inició sus estudios musicales con la edad de cinco años. 
Cursó la carrera de Maestro Nacional de Música
Luego de acabar el Bachillerato continuó su formación estudiando armonía y composición en la Universidad de Rosario.
Durante los años 1998 hasta 2001 como trombonista formó parte de la Sinfónica Juvenil de la Universidad de Rosario dirigida por los maestros Roberto Fabbroni y Marcelo Pozo con la cual dieron conciertos en los más prestigiosos teatros de la ciudad de Rosario y realizaron giras por el sur del país.
En 2001 se radica en España y tras un recorrido por varias ciudades se establece en Málaga, donde reside actualmente.
Durante los primeros años se dedicó a tocar el piano y cantar en diversos hoteles de la Costa del Sol.
En el año 2016 le encargan la labor de producir unos álbumes para la academia de inglés Ale Kids la cual realizó junto a la cantante y productora Cecilia Valentina Keil.
En 2020 lanza el primer álbum de la artista Tina Kids producido junto a Kenya Autie con el cual se alzan con el prestigioso Grammy Latino al Mejor Álbum de Música Latina para niños
.
Al año siguiente es convocado por El Cerrito Records junto a Tina Kids para producir el disco de la artista Falu resultando ganadores del Grammy Award for Best Children's Music Album en la edición de 2022.
Desde 2022 formó equipo con el cantautor y también productor mexicano Christopher Alva y pasó a ser partner en Colibrí Music Records en la ciudad de Toluca, México, con el que además de haber trabajado en diversos sencillos para varios artistas también han realizado cuatro álbumes en 2023, uno de ellos para la artista emergente Eunice y el artista Mexiquense Jesús Israel nominado al Anexo:Premio Grammy Latino al mejor álbum cristiano (en español).

## Discografía

### Sencillos
- 2016: El Abuelo (Rubén Berguñan)
- 2016: Verso a San Pedro de Alcántara (Rubén Berguñan)
- 2016: El Viajecito (Rubén Berguñan)
- 2019: Jugando a Imaginar (Tina Kids)
- 2019: Canción del Deporte (Tina Kids)
- 2019: Fruit Salad (Tina Kids)
- 2019: Body (Tina Kids)
- 2020: De la Vida Cuidaré (Tina Kids)
- 2021: Conectando Corazones (Tina Kids)
- 2021: Perfume y Vino (Adan Cort)
- 2022: Miracles (Eli Anai)
- 2022: Ángel Moreno (Adan Cort)
- 2023: Ahora Resulta (Luis Máximo)
- 2023: No Te Merezco (Karla Christina)
- 2023: Nido Vacio (Jair Blanco)
- 2023: Me Haces Brillar (Nayeli)
- 2023: Llegó Navidad (Tina Kids)
- 2023: La Gata Bajo la Lluvia  (Daniel Alejandro)
- 2024: Mi Profesión es Amarte (Jair Blanco ft. Maripau)
- 2024: Aunque Ya No Estés Aquí (Roel Martínez)
- 2024: Mi Escudo Y Mi Verdad (Jesús Israel)
- 2024: Besando Sapos (Shee)
- 2024: My Future (Karla Christina)

### Álbumes de estudio
- 2016: Ale Kids 2 (Tina)
- 2016: Ale Kids 3 (Tina)
- 2020: Canta y Juega (Tina Kids)
- 2021: El show de Mimosin (Mimosin)
- 2021: A Colorful World (Falu)
- 2022: Alas para Soñar (Tina Kids)
- 2023: Lo Que Soy (Eunice)
- 2023: Hazme Caminar (Jesús Israel)
- 2023: El Bandido (Rubén Berguñan)
- 2023: Sonidos de mi Tierra (Abraham Yacaman)
- 2024: Necesito de Ti (Jesús Israel)
- 2024: Brilla tu Corazón (Tina Kids)
- 2024: Más que Ayer (Roel Martínez)
- 2024: Estaba Escrito (Sebas Garreta)
- 2024: Esencial (Alejandro Paredes)

## Premios y nominaciones como productor
Premios Grammy Latinos
| Año  | Artista   | Categoría                               | Trabajo nominado | Resultado |
| ---- | --------- | --------------------------------------- | ---------------- | --------- |
| 2020 | Tina Kids | Mejor Álbum de Música Latina para niños | Canta y Juega    | Ganador   |

| Año  | Artista      | Categoría                          | Trabajo nominado | Resultado |
| ---- | ------------ | ---------------------------------- | ---------------- | --------- |
| 2023 | Jesús Israel | Mejor Álbum Cristiano (en Español) | Hazme Caminar    | Nominado  |

Premios Grammy
| Año  | Artista | Categoría                   | Trabajo nominado  | Resultado |
| ---- | ------- | --------------------------- | ----------------- | --------- |
| 2021 | Falu    | Best Children′s Music Album | A Wonderful World | Ganador   |